# パベウ・アダモビッチ
パベウ・ボグダン・アダモビッチ（Paweł Bogdan Adamowicz [ˈpavɛw ˈbɔɡdan ˌadaˈmɔvit͡ʃ] パヴェウ・ボグダン・アダモヴィチ; 1965年11月2日 - 2019年1月14日）は、ポーランドの政治家。政党市民プラットフォーム（ポーランド語: Platforma Obywatelska; 略称: PO）のグダニスク支部創設に携わり、1998年からグダニスクの市長を務めていたが、2019年1月13日夜に恒例の募金活動のイベントでステージ上に立っていたところを暴漢に刺され、同月の14日に亡くなった。

## 経歴
1965年11月2日にグダニスクにて出生、グダニスク大学法・行政学部 (pl) 卒。
1988年に大学でストライキを組織した。政治家としてのキャリアはまず市民委員会「連帯」の評議員から始まり、次いで1994年から98年までグダンスク市評議会（ポーランド語: Rada Miasta Gdańska）の議長としての役割を果たした。そして1998年からグダンスク市長を務めた。
2015年にPOから離党したが、LGBTを擁護するなどリベラルな市長としても知られていた。たとえば2018年5月に当時の与党法と正義（ポーランド語: Prawo i Sprawiedliwość; 略称: PiS）の評議員アンナ・コワコフスカ（Anna Kołakowska）がLGBT団体の「トレラド」（ポーランド語: Stowarzyszenie na rzecz osób LGBT Tolerado）により組織されたデモの禁止令を県知事（ポーランド語: wojewoda）に要求した際これに抗議し、トレラドの活動家たちを町議会に招くといった毅然とした対応をとっている。

## 暗殺
2019年1月13日、アダモビッチは慈善団体 Wielka Orkiestra Świątecznej Pomocy（ヴィェルカ・オルキェストラ・シフョンテチュネイ・ポモツィ; 逐語訳:「祝日の援助の大管弦楽団」; 略称: WOŚP）主催のチャリティーイベントに参加し、舞台の上にいたが、そこへ突然上がってきた男にナイフで数度刺された。男は「もしもし、私はステファンです、罪もないのに刑務所にいました、罪もないのに刑務所にいました。市民プラットフォームが私に苦痛を味わわせましたので、アダモビッチは亡くなりました」とマイクごしに叫び、やがて逮捕された。
POの政治家でもあったドナルト・トゥスクはTwitterにおいて「パベウ、我々は貴方のことを決して忘れません。さらば友よ。」とメッセージを残し、グダンスク市長代理を務めていたアレクサンドラ・ドゥルキェヴィチ（Aleksandra Dulkiewicz; 後に正式にグダンスク市長に就任）やPOの副議長であるボグダン・ボルセヴィチ（Bogdan Borusewicz）らと共に追悼ミサに参列した。